# Spichlerz Długa Droga
Spichlerz Długa Droga – zrekonstruowany spichlerz na Wyspie Spichrzów w Gdańsku. Mieści się przy ulicy Chmielnej. Został zbudowany w XVI wieku. Od 1959 roku obiekt widnieje w rejestrze zabytków nieruchomych.